# Grigorowitsch DG-58
Die Grigorowitsch DG-58 (russisch Григорович ДГ-58, auch Grigorowitsch PB-1, ПБ-1) ist ein zweisitziger, einmotoriger Tiefdecker-Sturzkampfbomber sowjetischer Herkunft. Die Maschine wurde 1937 entwickelt.

## Entwicklung
Die Maschine war ganz aus Metall selbsttragend gefertigt und verfügte über ein einziehbares Heckradfahrwerk. Das Höhenleitwerk war abgestrebt. Die Bomben wurden in einem internen Waffenschacht befördert. Die hydraulisch ausfahrbaren Sturzflugbremsen waren gelocht. Die Besatzung saß hintereinander in zwei getrennten Cockpits.
Zu dieser Zeit kam von der sowjetischen Regierung die Forderung nach einem bewaffneten Aufklärer und leichten Mehrzweckflugzeug, dem Iwanow-Programm, an der auch Grigorowitsch teilnehmen wollte. Ziel war es, die Polikarpow R-5 abzulösen. Die Maschine wurde daraufhin umkonstruiert. Diese Variante wurde DG-58R oder DG-58bis genannt, konnte aber vor dem Tod Grigorowitsch' nicht mehr vollendet werden und nahm deswegen an dem Programm nicht teil. Im Wettbewerb ebenfalls vertreten waren die Kotscherigin R-9, die ChAI-5 und ein Prototyp von Polikarpow.

## Technische Daten
| Kenngröße             | Daten                                              |
| --------------------- | -------------------------------------------------- |
| Länge                 | 8,8 m                                              |
| Spannweite            | 12,50 m                                            |
| Flügelfläche          | 24,15 m²                                           |
| Flügelstreckung       | 6,5                                                |
| Höchstgeschwindigkeit | 450 km/h                                           |
| Dienstgipfelhöhe      | 9850 m                                             |
| Reichweite            | 1050 km                                            |
| Antrieb               | 1 × M-85 zu 800 PS (588 kW)                        |
| Bewaffnung            | 2 × 20 mm, 1 × 7,62 mm sowie 200 kg Freifallwaffen |